# Nannobrachium isaacsi
Nannobrachium isaacsi är en fiskart som först beskrevs av Wisner, 1974.  Nannobrachium isaacsi ingår i släktet Nannobrachium och familjen prickfiskar. Inga underarter finns listade i Catalogue of Life.